# Škofovska palača, Fiesole
Škofovska palača (italijansko: Palazzo Vescovile) je stavba na trgu Piazza Mino v mestu Fiesole v Italiji. Zgrajena v 11. stoletju, služi kot rezidenca škofa Fiesole.

## Zgodovina
Na pročelju škofovske palače je dvojno stopnišče, zgrajeno v 19. stoletju. Palača je bila zgrajena sočasno s sosednjo  Fiesolsko stolnico leta 1028 pod vodstvom škofa Jacopa Bavara. Sčasoma je bila palača spremenjena in razširjena.
V 14. stoletju je palačo razširil škof Andrew Corsini, nato pa škofa Francesco Maria Ginori in Cattani da Diacceto. Zaradi razširitve je nad vhodom v palačo vidno nameščen grb škofa Filippa Nerija Altovitija. Trenutna fasada sega v leto 1500.
V notranjosti palače je škofova zasebna kapela, ki vsebuje freske šole [[ |Ghirlandaija iz poznega 15. stoletja, na katerih so upodobljeni sveti Romul, sveti Jakob in Bog oče.
V notranjosti je tudi oratorij San Jacopo Maggiore, ki ga je zgradil škof Cattani da Diacceto. V njem je delo Lorenza di Biccija z upodobitvijo Kronanje Device Marije. Obstajajo tudi slike Niccodema Ferruccija in Antonia Marinija.
Na desni strani škofovske palače je župnišče, ki je bilo zgrajeno leta 1032, da so bili v njem sosednji kanoniki stolnice. Leta 1439 so ga razširili in mu dodali dvorišče, obdano z arkado in marmornatim stebrom v središču z majhno, kovinsko podobo Marije Santissime, ki jo je naročil škof Ranieri Mancini.
Na vrtu palače so ostanki etruščanskega zidu, ki se nadaljuje na vrt sosednjega škofovskega semenišča, ki je nekoč podpiralo spodnji krog akropole, na kateri je zdaj samostan sv. Frančiška.